# 安達盧西亞
安達盧西亞（西班牙語：Andalucía，西班牙語發音：[andaluˈθja]）是組成西班牙的17個自治區之一，下辖阿尔梅里亚、加的斯、科尔多瓦、格拉纳达、韦尔瓦、哈恩、马拉加和塞维利亚8省，是西班牙人口最多以及面积第二大的自治区。首府位于塞维利亚。
安達魯西亞在西班牙南方，北有埃斯特雷马杜拉和卡斯蒂利亚-拉曼查，东有穆尔西亚，南有地中海、直布罗陀，西有葡萄牙。
摩尔人（西亚及北非地区穆斯林的统称）曾统治過此地并命名为安达卢斯，意思是“汪达尔人的土地”，安達魯西亞便因此得名，而这里也有很多摩尔式建筑物。最著名的便是在格拉納達的阿尔罕布拉宫。

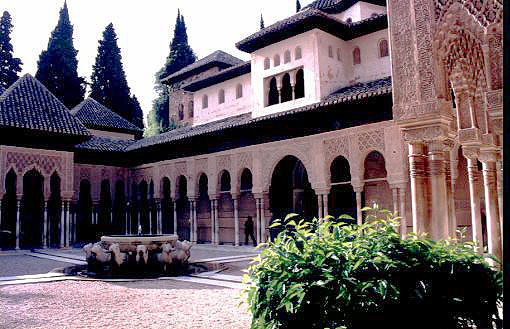
阿尔罕布拉宫

## 名称来源
安达卢西亚如今的名称由穆斯林统治时期的阿拉伯语名称“安达卢斯”（羅馬化：al-Andalus）衍生而来。 但是“安达卢斯”这一名称的来源存在争议，且在过去几个世纪中，该名称所指代的区域也有了很大的变化。
地名在13世纪中以的形式传入西班牙语，以指代那些仍然被摩尔人所统治的地区，也泛指新卡斯蒂利亚和巴伦西亚王国以南的地区。它由阿拉伯语“al-Andalus”（阿拉伯人在711-1492年间对在伊比利亚半岛上由穆斯林统治的地区的统称）的形容词形式“Al-Andalusiya”卡斯蒂利亚语化转写而得来。虽然“al-Andalus”的词源存在争议，但事实上该词确实在穆斯林统治该地区之前就已经存在于阿拉伯语中。
与阿拉伯语中的“al-Andalus”类似，西班牙语中的“Andalucía”也不能完全指代与现今安达卢西亚相同的地域。在最早的时候，该词专指由穆斯林所统治的地区。后来也用于指代一些晚期从穆斯林手中收复的、位于伊比利亚半岛上的领土。

## 地理

### 位置
安达卢西亚全境面积87,597平方公里（33,821平方英里），占西班牙国土总面积的17.3%，东临地中海，西靠大西洋，北部的莫雷纳山脉构成了与中部高原之间的分界线，南部有英国海外自治领土直布罗陀，与摩洛哥隔直布罗陀海峡相望。

### 气候
安达卢西亚有着全西班牙最炎热和干旱的夏季。但在西部地区，从大西洋延伸过来的洋流，让冬天相对其他地方更潮湿。与大多人印象相反，安达卢西亚全年平均降雨量，较西班牙其他地区更高。

## 主要城市
- 塞维利亚：自治区最大城市，同时也是自治区和塞维利亚省首府，西班牙南部的艺术、文化与金融中心，西班牙第四大都市（有时候也排在萨拉戈萨之后，被认为是第五大城），有同名足球俱乐部在西甲参赛，和另一支同城俱乐部皇家贝蒂斯之间的比赛被称为塞维利亚德比。
- 格拉納達：格拉纳达省首府，历史名城，著名的摩尔人皇宫阿尔罕布拉宫位于此处。
- 科爾多瓦：科尔多瓦省首府，老城区中的科尔多瓦清真寺为科尔多瓦作为哈里发首都时所建，是科尔多瓦最重要的地标。
- 加的斯：加的斯省首府，是8个首府中最小的一个。位于大区西南部一个伸入加的斯湾的半岛上，是一个美丽的海滨城市。哥伦布的第二次和第四次航海便是由此出发的。
- 馬拉加：马拉加省首府，地中海阳光海岸上的城市，也是西班牙第二大港口。马拉加是西班牙南部的旅游胜地，西班牙第六大城市。
- 韦尔瓦：韦尔瓦省首府，位于加的斯湾沿岸。西班牙最古老的足球俱乐部皇家韦尔瓦娱乐位于此处。
- 哈恩：哈恩省首府，自治区的工业中心，有“橄榄油之都”之称。
- 阿尔梅里亚：阿尔梅里亚省首府，曾在1522年因地震毁于一旦，通过种植蔬菜重振经济，生产的蔬菜供应向欧洲各地。[11]
- 赫雷斯-德拉弗龙特拉：加的斯省的第一大城市，以雪利酒、马术和弗拉明戈舞著称。
- 马贝拉：位于马拉加省，阳光海岸上的城市，旅游业发达。